# Калангут
Колангу́ти (конкани कळंगुट/Kohlongutt, произносится как kɔɭoŋɡuʈ — город в Северном Гоа, штат Гоа, Индия с постоянным населением 15 783 человека. Известен своими пляжами, крупнейшими в Северном Гоа. Город расположен на берегу Аравийского моря.
Ежегодно в сезон в Калангут приезжают тысячи туристов как из других штатов Индии, так и из-за рубежа. Пик сезона приходится на Новый год и Рождество, сам же туристический сезон начинается в ноябре и заканчивается в апреле. Во время сезона дождей купание в море запрещено.

## Происхождение названия
Поселение изначально было названо Kolongutt, и, несмотря на вторжение португальцев, это слово вероятно было трансформировано в Calangute, каким и сохранилось до настоящего времени. Первая часть слова «Кал-» вероятно связано с именем индуистской богиней Кали, которой поклонялись местные рыбаки. Другие версии говорят о происхождении названия от конканского «калиян-гутти» — «красивая деревня», «колли-гутти» — «рыбацкая деревня», или от словосочетания «конвалло гхотт», которое можно примерно перевести с конкани как «кокосовая пальма с крепкой сердцевиной».

## Климат
Климат Калангута аналогичен климату на всей территории Гоа:
| Показатель                                        | Янв. | Фев. | Март | Апр. | Май   | Июнь  | Июль  | Авг.  | Сен.  | Окт.  | Нояб. | Дек. | Год  |
| ------------------------------------------------- | ---- | ---- | ---- | ---- | ----- | ----- | ----- | ----- | ----- | ----- | ----- | ---- | ---- |
| Средний суточный максимум, °C                     | 31,6 | 31,5 | 32,0 | 33,0 | 33,0  | 30,3  | 28,9  | 28,8  | 29,5  | 31,6  | 32,8  | 32,4 | 31,3 |
| Средний суточный минимум, °C                      | 19,6 | 20,5 | 23,2 | 25,6 | 26,3  | 24,7  | 24,1  | 24,0  | 23,8  | 23,8  | 22,3  | 20,6 | 23,2 |
| Норма осадков, мм                                 | 0,2  | 0,1  | 1,2  | 11,8 | 112,7 | 868,2 | 994,8 | 512,7 | 251,9 | 124,8 | 30,9  | 16,7 | 2926 |
| Источник: Всемирная метеорологическая организация |      |      |      |      |       |       |       |       |       |       |       |      |      |

## Туризм

Вид на пляж Калангута со стороны пляжа Баги

Калангут представляет собой часть единой пляжной линии от Синкерима до Баги, а по своему туристическому и историческому статусу является центром Северного Гоа.
Современный Калангут — это самый большой, самый коммерциализированный, и самый популярный пляж в Гоа, известный своей бурной «ночной» жизнью.

Рынок в Калангуте

К услугам отдыхающих здесь есть практически всё — от самых различных видов водных развлечений, музыкальных кафе-баров и дискотек, в которых играет громкая музыка и веселится народ, разнообразнейших ресторанов с широчайшим выбором представленных блюд и кухонь, целой россыпи достойных внимания магазинов и торговых лавочек, и до самых различных традиционных и нетрадиционных видов медицины и массажа. В прилегающих районах отстроено превеликое множество гестхаусов и гостиниц различных категорий.
В Калангуте находится крупный местный рынок (овощи, фрукты, рыба, мясо, специи).

## Транспорт
Калангут расположен примерно в 10 километрах от Мапусы, и чуть более чем в 15 километрах от столицы штата Гоа Панаджи. Из обоих городов сюда ходят регулярные муниципальные автобусы. Ещё проще добраться на такси, моторикше или скутере, либо пройти пешком с соседних пляжей Кандолим и Бага.